# Hellested
Hellested ist ein Ort auf der dänischen Insel Seeland. Er gehört zur Gemeinde Stevns in der Region Sjælland und zählt 587 Einwohner (Stand 1. Januar 2023).
Beim Ort liegt das Ganggrab Maglehøj von Hellested.

## Entwicklung der Einwohnerzahl
| Jahr           | Einwohner |
| -------------- | --------- |
| 1. Januar 1976 | 448       |
| 1. Januar 1981 | 507       |
| 1. Januar 1986 | 507       |
| 1. Januar 1990 | 526       |
| 1. Januar 1996 | 528       |
| 1. Januar 2000 | 519       |
| 1. Januar 2004 | 587       |
| 1. Januar 2008 | 600       |
| 1. Januar 2010 | 597       |

## Verwaltungszugehörigkeit
- bis 31. März 1970: Landgemeinde Hellested, Præstø Amt
- 1. April 1970 bis 31. Dezember 2006: Stevns Kommune, Storstrøms Amt
- seit 1. Januar 2007: Stevns Kommune, Region Sjælland